# Popławy (Łukowa)
Popławy – część wsi Łukowa w Polsce, położona w województwie świętokrzyskim, w powiecie kieleckim, w gminie Chęciny.
W latach 1975–1998 Popławy administracyjnie należały do województwa kieleckiego.